# Trasbordo
Il trasbordo è l'operazione di trasferire il carico merci da un mezzo di trasporto ad un altro. Più in generale il termine 'trasbordo' viene utilizzato come traduzione del termine in lingua inglese transshipment (scritto prevalentemente anche transhipment), per indicare la movimentazione via mare di merci, o di contenitori, in un luogo intermedio, per poi essere trasferite verso un'altra destinazione.
Il trasbordo è utilizzato per cambiare il mezzo di trasporto durante la spedizione della merce, per esempio da un trasporto marittimo verso uno ferroviario. Viene utilizzato anche per combinare spedizioni di piccole dimensioni in spedizioni di grandi dimensioni (consolidamento). Il trasbordo ha luogo solitamente negli snodi di trasporto. Molti trasbordi internazionali vengono anche effettuati in apposite aree doganali, al fine di evitare i soliti controlli o il pagamento dei dazi doganali, altrimenti sarebbe da ostacolo ad un trasporto efficiente.

## Il trasbordo nei terminal container
Il trasbordo dei container in un terminal (o porto) può essere definito come il numero (o proporzione) di container, espresso in TEU, del totale del flusso di container movimentati in un terminal (o porto) e, dopo essere stato temporaneamente stoccato, trasferito su un'altra nave per raggiungere la loro destinazione finale.
La definizione esatta di trasbordo può variare da porto a porto, per lo più a seconda se viene incluso il trasporto in acque interne (per esempio chiatte che operano su canali o fiumi verso l'entroterra). La definizione di trasbordo può:
- includere solo i trasferimenti per mare (il passaggio fra navi portacontainer).
- includere sia i trasferimenti per mare che per acque interne (alcune volte indicati come trasbordi da acqua ad acqua). Molti terminal container delle coste cinesi hanno una considerevole percentuale di trasbordi verso l'entroterra.

In entrambi i casi, un singolo ed unico trasbordo è contato due volte nel rendimento di un porto, poiché è movimentato due volte dalle gru di banchina (si separa lo sbarco dalla 'nave A' di arrivo, l'attesa nello stoccaggio, ed il carico sulla 'nave B' di partenza).

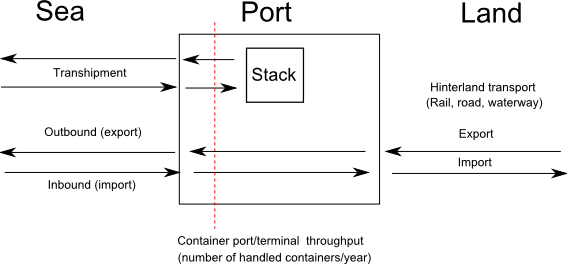
Schema (in inglese) che descrive un possibile flusso dei container presso un port o terminal container

## Trasbordo fra binari a differente scartamento
Il carico viene trasferito da vagoni merci posizionati su un binario, su vagoni posizionati su un binario di differente scartamento, oppure i container vengono trasbordati da vagoni ribassati su un binario verso vagoni ribassati porta-container su un altro binario con differente scartamento. Gli assi a scartamento variabile possono eliminare questo inconveniente.